# Narayana (Mathematiker)
Narayana war ein indischer Mathematiker des 14. Jahrhunderts. Er gilt als einer der bedeutendsten mittelalterlichen Mathematiker in Indien außerhalb der Kerala Schule.
Über ihn ist wenig bekannt. Er war der Sohn von Nrsimha (oder Narasimha).
Er ist vor allem als Autor eines Buchs über Arithmetik und Geometrie Ganita Kaumudi von 1356 bekannt. Darin finden sich zum Beispiel Methoden des Quadrierens von Zahlen (bei den Indern häufig unabhängig von Multiplikationsmethoden behandelt), er gab Formeln für Dreiecke mit ganzzahligen Seiten und Zusatzbedingungen, behandelt Zahlenfolgen wie zum Beispiel Arithmetische Progressionen (in einem Kapitel Netz von Zahlen), Methoden der näherungsweisen Berechnung von Quadratwurzeln (über die Pellsche Gleichung), eine Formel für ein Kreissegment und das letzte Kapitel behandelt Magische Quadrate.
Oft wird ihm auch die Karmapradipika zugeschrieben, ein Kommentar zur Lilavati von Bhaskara II. Andere vermuten Madhava als Autor. Es gibt auch eine Bijaganitavatamsa von Narayana, ein Buch über Algebra, das in einem unvollständigen Manuskript erhalten ist.